# 領主
領主（りょうしゅ、ドイツ語: der Lehnsherr）とは、一定の土地とそこに生活する人々（領地）の封建的な支配権を有する者。

## 概要
領主は、封建制の時代における政治ないし地方自治の形態で、その多くは世襲制による。ヨーロッパ地域では中世から近世にかけ国家という単位が発生する過渡期的に多くの領主が貴族として国家に編入されていった。
元々は開墾などで土地を自然のままの単なる荒地や原野から食料などの生産（農業）に即した状態（→穀倉地帯・治水）に整備するのは、個人や小集団の手には余る仕事であったし、まして近隣地域からの侵略から守ることは、民兵を組織化するにしても困難が生じた。こういった事業を手掛けていったのが、領主である。領主は領地を得て、其処からの産品で財を成したが、この中には交易網の整備や外交、また領内の住民（領民）に対する生活保護に絡んだ様々な問題解決が仕事となった。
ただ多くの伝承が伝えるように、こういった領主が増長して領民を苦しめたり、或いは周辺地域を侵略したりといった時代もあり、戦国時代のような時代には戦争に明け暮れ、その負担は領民を苦しめることとなった。これらの領主はやがて民衆から遊離し、その権力を絶対のものとして代々受け継いでいったが、その中にはいわゆる名君と謳われ伝承に残るような善良ないし優秀な者たちもいた。
後に領主は国という形態が自己組織化の圧力もあって、次第に極大で各々の民衆の想像を絶するほどの政治的システムに変化する過程で取り込まれていったが、その多くは幾らかの自治権を保持し続け、地域の様々な産業に関与、地域の繁栄も困窮も領主の腹一つで決まる部分も根強く残った。
今日、様々な地域に残る市や県などの土地の区分けは、そういった領地の支配範囲の名残であることも多く、封建制から他の政治システムに移行した後でも、各々の政治システムの地域的な区分けに利用されている。

## ヨーロッパにおける領主
中世の西ヨーロッパで特徴的にみられた独自の社会は封建社会とよばれている。
封建領主は、封建社会における支配層を形成し、国王や教会、諸侯、騎士などからなる。封建領主相互に階層性があり、より上級の領主（とくに国王）から与えられた土地（封土、feudum）とその住民に対する支配権を領主権（バン領主権、Seigneurie banale）という。封建領主のあいだでは、相互に契約にもとづいた主従関係が結ばれ、主君は臣下に土地を与え、保護するかわりに、臣下は主君に忠誠を誓い、軍役の義務を果たさなければならなかった。この契約は双務的性格をもつもので、一方が義務を履行しない場合は契約が解消されることもあった。君主によって授与された封土はいくつにも分割されうるもので、君主からみれば、直臣、下級家臣へと連なる階層構造をもつと同時に、臣下からみれば複数の主君をもつこともあった。
これらの封土は荘園として経営され、荘園内の農民を支配し、封建領主の館を中心として自給自足を原則とする荘園制がかたちづくられた。領主権には裁判権、警察権や農民からの貢納を徴収する権利などがあり、支配下の農民を保護する義務も有していた。
農民は領主直営地での労働をはじめ、賦役、貢納、結婚税、死亡税、人頭税など多くの義務と重い負担を負い、また、教会にも生産物の10分の1（十分の一税）を納めなければならなかった。家族・農具・住居の所有権は認められたが、職業選択の自由と移転の自由は認められず、また、農民保有地を自由に処分することも認められなかったので農奴とよばれる。
なお、こうしたヨーロッパの封建制（Feudalism）は、ゲルマン国家における従士制と古代ローマ帝国末期の教会領にみられた恩貸地制の双方に起源をもち、荘園制（農奴制）と結びつくことで成立したとされる。

## 日本における領主

### 本家、領家、開発領主

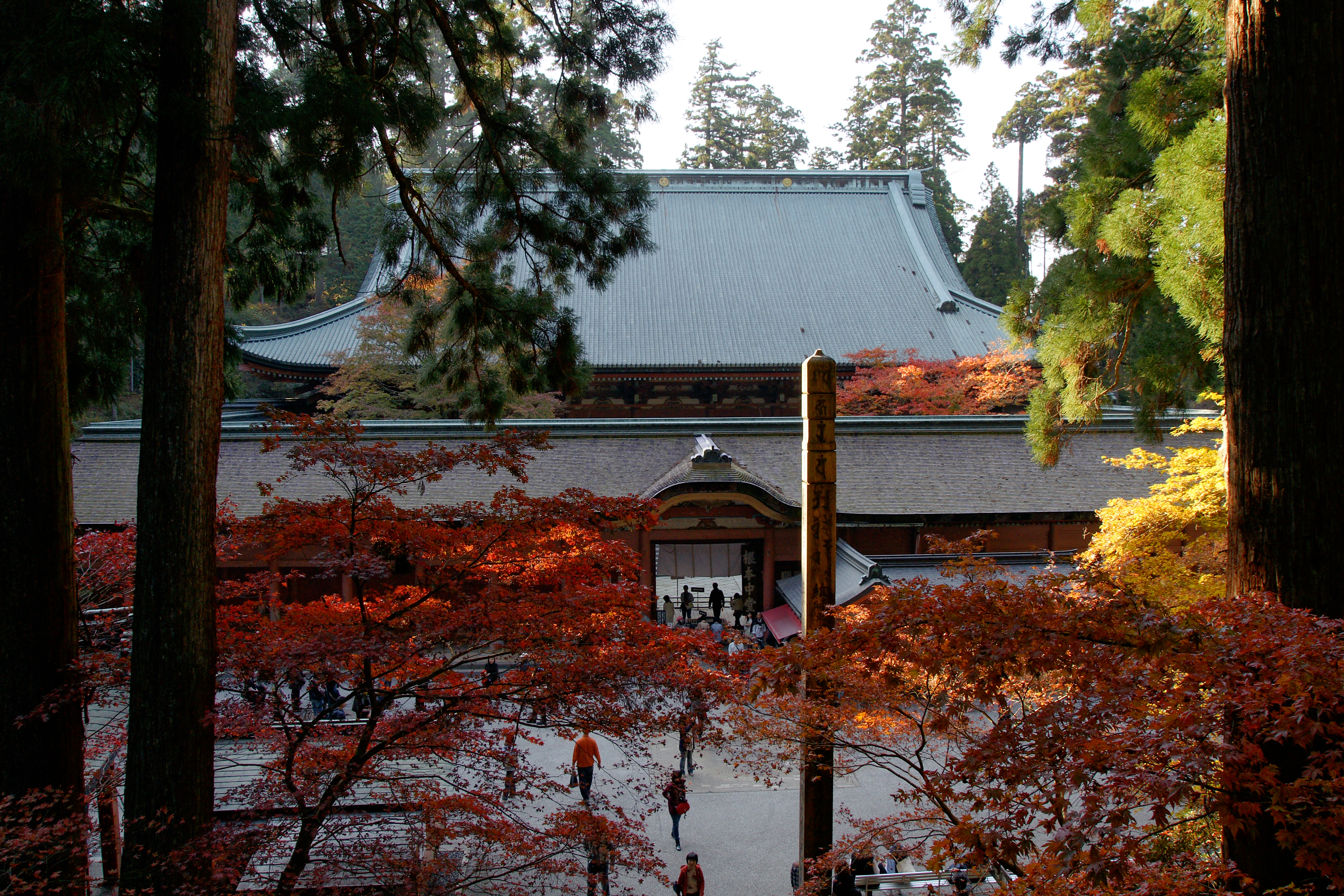
多くの荘園を領有し、僧兵によって武装していた比叡山延暦寺（根本中堂）

開発領主（かいほつりょうしゅ）とは、平安時代中期以降、墾田開発をさかんにおこなって領地を確保した者の総称であり、元来は有力農民（田堵）である。彼らは国衙から田地の私有が認められたものの、その権利は危ういものであったため、開発した土地を荘園として受領層に寄進した。受領層は彼らを下司や公文などの荘官に任命し、その土地の実効支配を認める代わりに、一定の税収を受け取る。こうして荘園を持つようになった受領層を領家と呼ぶ。領家は次第に、国衙領を私領化するようになった国司と対立するようになり、自らの荘園をさらに権門勢家や大寺院に寄進し、保護を求める代わりに一定の税収を納めた。こうして荘園を集積した権門層や寺社を本家と呼んでいる。このようにして、平安後期には本家、領家、開発領主の各層から成る領主層が形成された。また、開発領主は、一方では在庁官人でもあり、国衙と結びつくことが有利な場合はそのまま国衙領にとどまった。

### 武家政権のなかの領主

#### 地頭の領主化

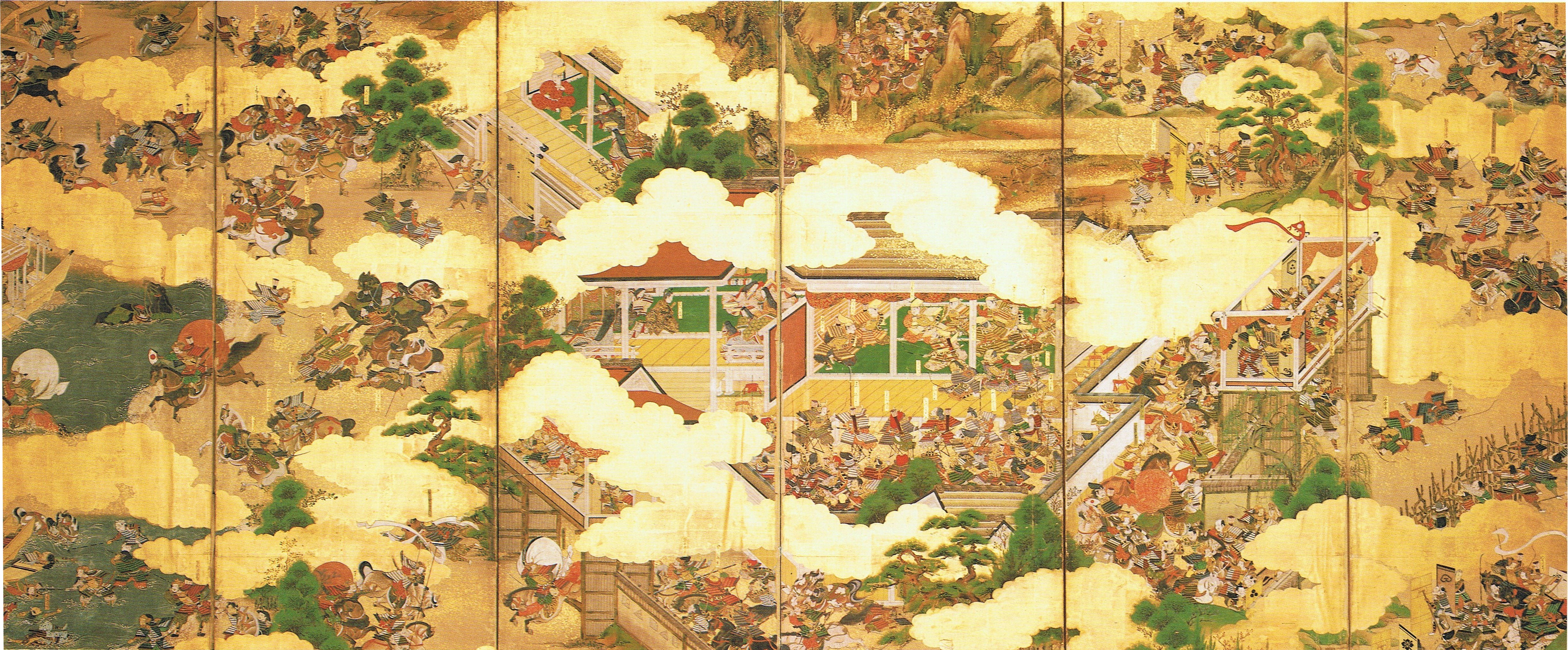
1180－1185年、治承寿永の戦い『源平合戦図屏風』（赤間神宮所蔵）

平安中期以降、摂関政治にみられる藤原北家の官位独占などにより、中央政界からあぶれた下級貴族の多くが、地方へ下向した。開発領主はこれらの貴族と主従関係を結ぶことにより、荘園をめぐる紛争解決に役立てようとすることが多く、自らは武装して武士となり、また下級貴族のなかには、これらを武士団として組織して、その棟梁と呼ばれることも少なくなかった。これら武家の棟梁のなかから、やがて奥州藤原政権、平氏政権が生まれ、12世紀末葉には鎌倉幕府の成立をみた。
鎌倉時代では地頭の存在が知られるが、本来は地頭とは荘官の名称のひとつであり、文治の勅許の際にも、源行家・源義経追討を名目として荘園・公領から兵糧米を徴収する権限が与えられたにすぎず、土地の支配権を得たわけではなかった。また、その設置も当初は平氏没官領に限られていた。
しかしながら、幕府に忠誠を誓った武士すなわち御家人は、この地頭職の補任ないし安堵というかたちで論功行賞その他がおこなわれ、荘園・公領における年貢の徴収や土地の管理、治安の維持にあたって現地支配の実権をにぎった。鎌倉時代を通じて地頭による荘園侵略がさかんにおこなわれ、荘園領主との間に土地に関する紛争が激化した。そこで荘園領主は、地頭請所の契約を結んで、荘園管理の一切を地頭にまかせるかわりに年貢の納入を約束させたり、下地中分のとりきめをおこなって、荘園の土地そのものを領主と地頭で折半したりした。しかし、この結果、荘園領主のねらいとはうらはらに、地頭の荘園支配はいっそう進んだ。

#### 守護の領主化

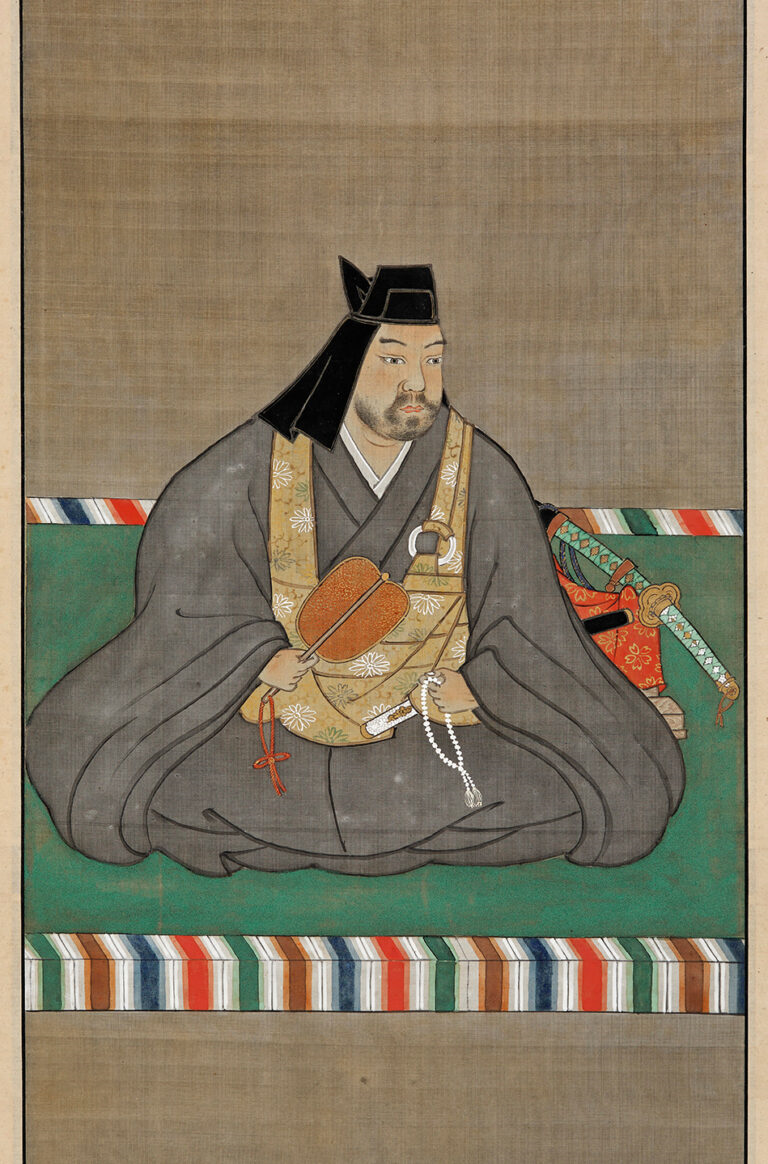
守護代から戦国大名となった長尾景虎（上杉謙信）。（江戸時代画）

守護は、地頭と同時期（1185年）に設置されたが、その性格はまったく異なっていた。地頭が徴税人として荘園ごとに置かれたのに対し、守護は幕府の地方官として国ごとに置かれ、国内の治安維持と大番役を柱とする大犯三箇条がその任務であった。14世紀前半に京都に幕府を建てた足利尊氏は、南北朝の争乱を有利に進めるために従来の守護よりも強い権限を守護に与えた。鎌倉時代の大犯三箇条に加え、刈田狼藉検断権を認め、また使節遵行権を守護に与えた。さらに、本来、領主に納入すべき荘園の年貢や知行国主に納めるべき国衙領の年貢のうち、半分は領主に届けるものの、残り半分は兵糧米として現地の武士に与えてよいとする半済や分国内の荘園管理を守護に任せる守護請などがおこなわれた。このような権限の強化を背景に、守護による地頭の被官化がさらに進行し、守護大名として軍事・警察権能だけでなく、経済的権能をも獲得して、分国内での領域的な支配を強化していった。これを守護領国制と呼び、複数の国の守護に任じられて大勢力となる例もあった。
しかし、守護はもともと幕府権力を背景にして成長したものであり、もしも、この背景が何らかの理由で崩れる怖れのあるときは、守護自体の存立が危うくなる。守護が多くの場合邸宅を京内に構え、任地には守護代を派遣したのもそのためである。また、守護大名は、荘園内のさまざまな権利に基礎をおいており、荘園体制がくずれることは自らの経済基盤を失うことでもあった。さらに、分国内の武士との主従関係も、所領そのものの授受ではなく軍事・警察における指揮権を通じての関係から始まったものであった。「守護の領主化」といってもそこには限界があり、室町時代が、南北朝の争乱後も常に中央、地方問わず波乱含みで政治的に不安定だった理由ともなっていた。

#### 戦国時代以降の領主層

1600年、関ヶ原の戦い

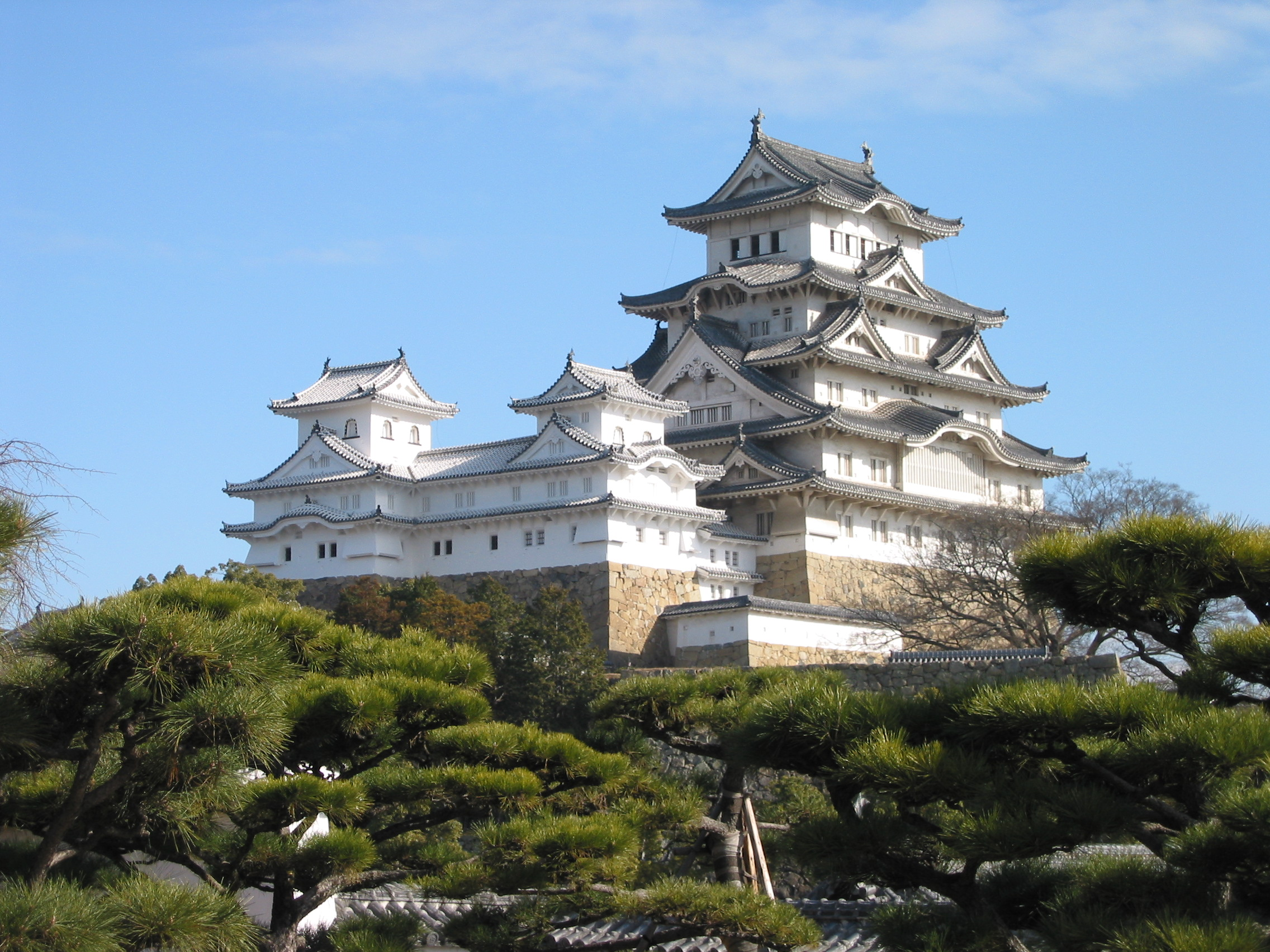
姫路城

荘園制がくずれ、地方の政治に一定の責任をもつという意味での領主層の誕生は戦国時代にはじまる。それは、守護大名とは異なり戦国大名が基本的には現地に居住したこと、また、それぞれ分国法と呼ばれる法令を公布し、通用させたこと、さらに、それぞれの大名が鉱山開発や農業用水の整備など殖産興業と富国強兵を目指したことに端的にあらわれている。戦国時代には、大名を君主として土地そのものを媒介とする主従関係が発達し、これが江戸時代の地方知行制のもととなっていった。
戦国時代を終息させた農民出身の豊臣秀吉は、1582年（天正10年）に太閤検地を開始し、1つの土地に数人のもの者が権利をもつ、複雑な土地所有関係を整理し、土地制度を一新させた。ここに荘園制度を完全に崩壊し、石高制による近世的土地所有を実現し、農民には耕作権を認めるとともに年貢を納める義務を負わせ、大名には所領をあてがうとともに、改易や国替を可能とした。
秀吉はまた、1588年に刀狩を実施して、百姓身分から帯刀権を奪い、武器使用を規制して兵農分離を完成させたいっぽうで、近世的な武士身分を創出した。武士は、苗字帯刀を許され、城下町に住まわせることとした。これに前後して武士の間では家紋の研究が流行している。
江戸時代の封建領主としては、幕府の徳川将軍家をはじめとして、藩を単位とする1万石以上の大名、1万石未満だが将軍御目見の特権を有する旗本、御目見の特権のない御家人、また石高の高い大名の上級家臣があった。
江戸初期には、大名は一定の土地を有力武士（給人）にあたえる地方知行制がとられていたが、給人が勝手に年貢を徴収することもあったため、大名は自ら治める支配領域を拡大し、1690年頃には俸禄制度が一般的となった。これ以後、知行制度をのこす藩の数は全体の17％となった。
その知行制度も、明治維新後の廃藩置県によって中央政府が任命した府知事・県令の派遣によって終わり、武士の特権も廃刀令と秩禄処分によって完全に廃止された。

## インド・東南アジアにおける領主
ラージャあるいはラージャー（Raja, Rajah, 羅闍）は、サンスクリット語の語彙で、君主号または貴族の称号のこと。強大な権勢を持つラージャは、「マハーラージャ（Maharaja）」という。日本語に訳せば「王」・意訳して「豪族」の意味。インドのみでなくその影響を強く受けたヒンドゥー教時代の東南アジアにも伝播し、王または王族・貴族の称号として定着した。日本では閻魔大王が、閻魔羅闍と訳されたことがある。